# حمله نورمن‌ها به انگلستان

مکان رویداد وقایع مهم در حملهٔ نرمن‌ها به انگلستان

حملهٔ نورمن‌ها به انگلستان در قرن یازدهم میلادی توسط سپاهی متشکل از سربازان نورمن، برتون، و فرانسوی به فرماندهی دوک ویلیام دوم نورماندی، که بعداً به ویلیام فاتح مشهور شد، رخ داد و به اشغال انگلستان منجر شد.
ادعای ویلیام بر تاج و تخت انگلستان از رابطهٔ خویشاوندی او با پادشاه آنگلوساکسون ادوارد معترف نشئت می‌گرفت. ادوارد از خود فرزندی نداشت و شاید خودش ویلیام را به فکر تاج و تخت انگلستان انداخته بود. ادوارد در ژانویهٔ ۱۰۶۶ درگذشت و برادرزنش هارولد گادوینسون جانشین او شد. هارالد هاردرادا، شاه نروژ، در سپتامبر ۱۰۶۶ به شمال انگلستان حمله کرد و در نبرد فولفورد پیروز شد اما در ۲۵ سپتامبر ۱۰۶۶ در نبرد استمفورد بریج از هارولد شکست خورد و کشته شد. چند روز بعد سپاه ویلیام در سواحل جنوبی انگلستان پهلو گرفت. هارولد به سمت جنوب رهسپار شد تا به مقابله با او برخیزد اما بخش اعظمی از سپاهش را با خود به جنوب نیاورد. سپاهیان ویلیام و هارولد در ۱۴ اکتبر در نبرد هیستینگز با یکدیگر جنگیدند که پیروزی نصیب ویلیام شد و هارولد در درگیری‌ها کشته شد.
رقبای اصلی ویلیام از میدان به در شده بودند، اما او طی سال‌های بعدی همچنان درگیر فرونشاندن شورش‌ها بود و تا سال ۱۰۷۲ از تاج و تخت انگلستان خاطرجمع نبود. املاک نخبگان انگلیسی که در برابر ویلیام تسلیم نشده بودند مصادره شد و برخی از آنان کشور را ترک کردند. ویلیام املاک آنان را به هوادارانش بخشید و در سراسر قلمروش دژهایی جدید بنا کرد تا بر قلمرو جدیدش مسلط شود. ویلیام املاک و اراضی را به نخبگان جدید به صورت تیول واگذار می‌کرد و این اربابان جدید از استقلال نسبی برخوردار بودند لذا دربار و حکومت تا حدی دچار تغییر شد، فرانسوی نرمنی به زبان نخبگان مبدل شد، و ترکیب طبقات مرفه تغییر کرد. تغییرات تدریجی دیگری نیز شامل طبقهٔ دهقانان و رعایا شد: مهم‌ترین آنان منع رسمی برده‌داری بود که البته در ارتباطش با حملهٔ نرمن‌ها تردید وجود دارد. در ساختار حکومت تغییر شگرفتی پدید نیامد چون مدیران جدید نرمنی از راه و شیوهٔ حکومت‌داری آنگلوساکسون‌ها تبعیت کردند.

## ریشه‌ها

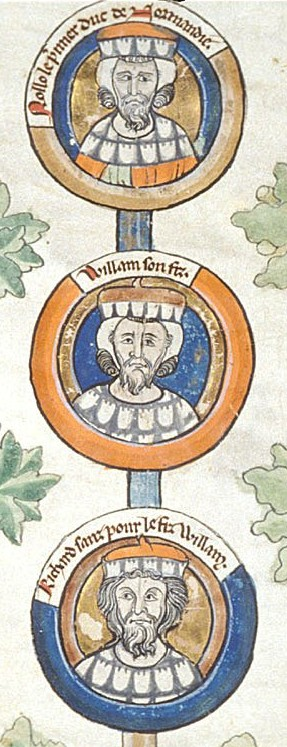
تصویری از رولو و نوادگانش، ویلیام اول، و ریچارد یکم

در سال ۹۱۱ شارل ساده، فرمانروای کارولنژی فرانسه، به گروهی از وایکینگ‌ها به رهبری رولو اجازه داد تا طبق معاهدهٔ سن-کلر-سور-اپته در نورماندی ساکن شوند. نورمن‌ها در ازای دریافت زمین متعهد شده بودند تا از طول ساحل در برابر حملات دیگر وایکینگ‌ها دفاع کنند. سکونت آنان در منطقه مفید و موفق بود و کم‌کم وایکینگ‌های آنجا را «نرتمن» نامیدند که «نورماندی» و «نورمن» خود از آن مشتق شده‌اند. نورمن‌ها به‌سرعت فرهنگ بومی فرانسه را اتخاذ کردند و از پاگانیسم به مسیحیت گرویدند. همچنین زبان اوییل رایج در سکونتگاه جدیدشان را پذیرفتند و ویژگی‌هایی از زبان نورس خودشان را به آن افزودند و بدین ترتیب زبان نورمن را پدیدآوردند. آنان با مردم محلی در هم آمیختند و ازدواج کردند و کوشیدند تا با ضمیمه کردن بسین، شبه‌جزیره کوتنتین، و آورانچس به خاک خود، قلمروشان را از جانب غرب گسترش دهند.
اتلرد دوم، پادشاه انگلستان، با اما خواهر ریچارد دوم، دوک نورماندی، ازدواج کرد. پسرشان ادوارد معترف سال‌های متمادی را در تبعید در نرماندی گذراند ولی توانست در ۱۰۴۲ شاه انگلستان شود. با رسیدن تاج و تخت به ادوارد، نرمن‌ها به سیاست انگلستان سخت علاقه‌مند شدند و ادوارد نیز به حمایت میزبانان قبلی‌اش سخت وابسته بود. ادوارد درباریان، سربازان، و منشیان نرمنی فراوانی را به انگلستان آورد و آنان را به مقامات کشوری و بالاخص کلیسایی منصوب کرد. ادوارد فرزندی نداشت و از طرفی با گادوین هولناک، ارل وسکس، و پسرانش درگیر کشمکش شده بود. از این رو شاید ادوراد خود ویلیام را به فکر و خیال تخت و تاج انگلستان انداخته بوده باشد.
ادوارد در اوایل ۱۰۶۶ درگذشت و نبود وارث مشخص باعث شد چندین نفر مدعی تاج و تخت انگلستان شوند. هارولد گادوینسون، ارل وسکس، که ثروتمندترین و قدرتمندترین نجیب‌زادهٔ انگلیسی در آن زمان بود دست بالا را داشت و خود را جانشین بلافصل ادوارد خواند. ویتناگموت انگلستان هارولد را به شاهی برگزید و الدرد، اسقف اعظم یورک، بر او تاجگذاری کرد هرچند نرمن‌ها تبلیغ می‌کردند که استیگاند، اسقف اعظم نامشروع کانتربوری، مراسم تاجگذاری را اجرا کرده‌است. اما دیری نگذشت که دو رقیب قدرتمند همسایه سر برآورند و ادعای جانشینی ادوارد را کردند. دوک ویلیام مدعی شد که ادوارد به او قول تاج و تخت انگلستان را داده و هارولد نیز تعهد داده بود که به او وفادار بماند. هارالد سوم، شاه نروژ، نیز ادعای مشابهی کرد. ادعای او از آنجا نشئت می‌گرفت که سلفش، ماگنوس اول نروژ، و شاه پیشین انگلستان، هارتاکونت، قرار گذاشته بودند که اگر هر یک بدون وارث درگذشتند، دیگری شاه هر دو کشور انگلستان و نروژ شود. ویلیام و هارالد هم‌زمان مشغول تهیهٔ سپاه و ناوگان برای حمله به انگلستان شدند.

## یورش‌های توستیگ و تهاجم نروژیان
تاستینگ گادوینسون، برادر تبعیدی هارولد، در اوایل ۱۰۶۶ با ناوگانی که از فلاندر گرد آورده بود به جنوب شرقی انگلستان یورش آورد. چندی بعد کشتی‌هایی از اورکنی نیز به او پیوستند. توستیگ که از جانب ناوگان هارولد احساس خطر می‌کرد، به سمت شمال رفت و به آنگلیای شرقی و لینکلن‌شایر حمله کرد اما توسط دو برادر به نام‌های ادوین، ارل مرسیا، و مورکار، ارل نورتومبریا، پس رانده شد. سربازان توستیگ فرار کردند و او خود را به اسکاتلند تسلیم کرد و تابستان را در تلاش برای سربازگیری گذراند. شاه هارولد همراه با سپاه و ناوگانی عظیم تابستان را در سواحل جنوبی به انتظار ویلیام سپری کرد اما بخش عمده‌ای از سپاهیانش شبه‌نظامیانی بودند که باید محصولات زراعی‌شان را درو می‌کردند لذا هارولد در ۸ سپتامبر آنان را مرخص کرد.
شاه هارالد هاردرادا با ناوگانی متشکل از ۳۰۰ کشتی و ۱۵٫۰۰۰ سرباز در اوایل سپتامبر به انگلستان حمله کرد. توستیگ و نیروهایش به هارالد پیوستند و سپاه هارالد تقویت شد و توانستند سپاه انگلستان به رهبری ادوین و مورکار را در نبرد فولفورد در ۲۰ سپتامبر شکست دهند و شهر یورک را تصرف کنند. دو برادر ارل عجله داشتند که پیش از رسیدن هارولد، آتش جنگ با نروژیان را برافروزند. هرچند هارولد گادوینسون با الدگیت، خواهر ادوین و مورکار، ازدواج کرده بود اما هر دو برادر نسبت به او ظنین بودند و می‌ترسیدند که مبادا شاه برادرش توستیگ را به جای مورکار، ارل نورتومبریا کند. در نتیجهٔ جنگ زودهنگام سپاه دو برادر نابود شد و آنان از شرکت در نبردهای بعدی عاجز ماندند ولی از معرکه جان سالم به در بردند.
هاردرادا به سمت یورک پیشروی کرد و شهر تسلیم شد. نروژیان از خانواده‌های مهم شهر چند گروگان گرفتند و در ۲۴ سپتامبر شهر را ترک و به روستای کوچک استمفورد بریج در شرق یورک رفتند. شاه هارولد احتمالاً در اواسط سپتامبر از تهاجم نروژیان مطلع شده بود و به‌سرعت به جانب شمال روی آورد و در میانهٔ راه سربازگیری کرد. ۹ روز طول کشید تا سپاه سلطنتی از لندن به یورک برسد (با سرعت متوسط ۴۰ کیلومتر در روز). سپیده‌دم ۲۵ سپتامبر سپاهیان هارولد به یورک رسیدند. موقعیت اردوگاه نروژیان را جویا شدند و به آنجا رفتند و غافلگیرشان کردند و در نبرد استمفورد بریج شکستشان دادند. هارالد و توستیگ کشته شدند و تلفات نروژیان چنان سهمگین بود که برای بازگشت بازماندگان تنها به ۲۴ کشتی از مجموع ۳۰۰ کشتی اولیه نیاز بود. اما این نبرد برای سپاه هارولد نیز هزینه‌هایی در پی داشت و سپاه او را خسته و ضعیف کرد.

## تهاجم نورمن‌ها

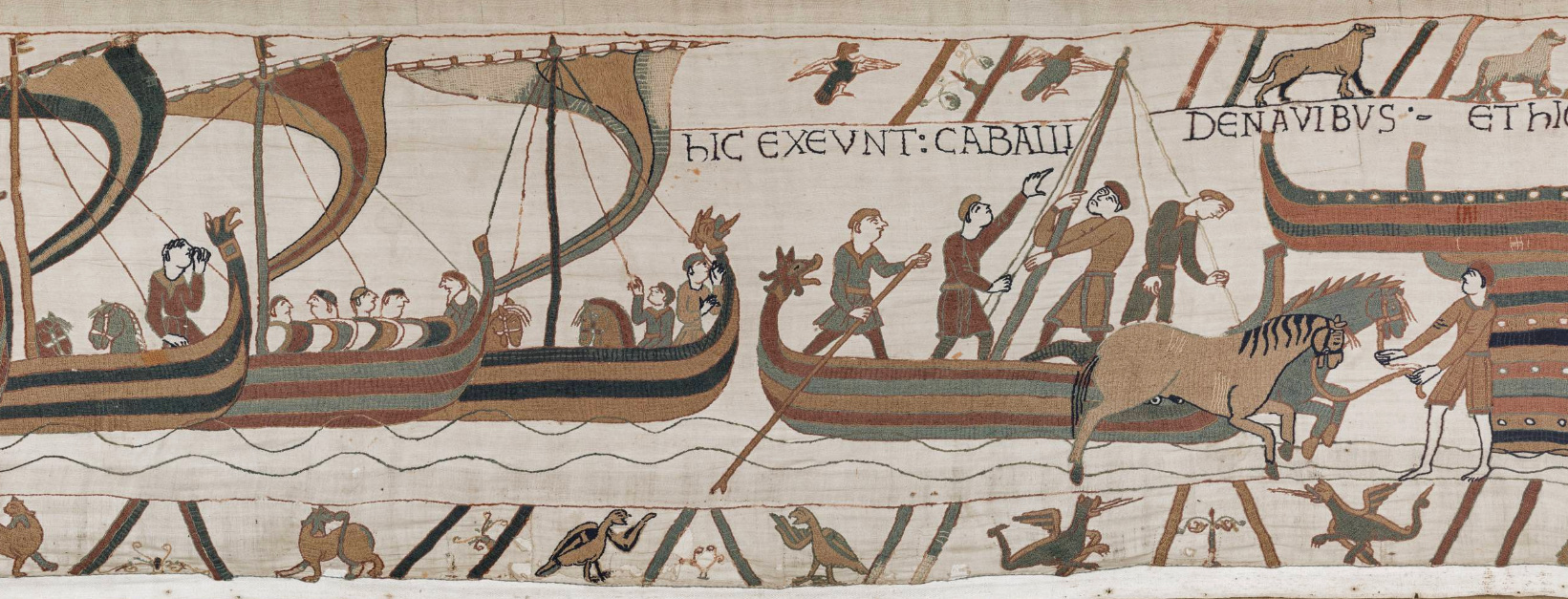
ارتش نورمن ها

### سپاه نورمن‌ها و فراهم آوردن مقدمات
ویلیام ناوگان تهاجمی و سپاهی عظیم از سرزمین‌های نورماندی و سراسر فرانسه و حتی برتانی و فلاندر گرد آورد. او نیروهایش را در سن-والری-سور-سومه جمع کرد و در ۱۲ اوت آماده بود که از کانال بگذرد. شمار و ترکیب دقیق سپاه ویلیام معلوم نیست. سندی از قرون وسطی مدعی است ناوگان ویلیام ۷۲۶ کشتی داشت ولی این رقم اغراق‌آمیز می‌نماید. ارقامی که نویسندگان قرون وسطی از شمار سپاهیان او به ما می‌دهند از ۱۴٬۰۰۰ تا ۱۵۰٬۰۰۰ متغیر است که در همگی مبالغه به چشم می‌آید. چند تخمین از شمار سپاهیان ویلیام توسط مورخان امروزی از قرار زیر است: ۸۰۰۰–۷۰۰۰ تن شامل ۲۰۰۰–۱۰۰۰ سواره، ۱۲٬۰۰۰–۱۰٬۰۰۰ تن، ۱۰٬۰۰۰ تن شامل ۳۰۰۰ سواره، یا ۷۵۰۰ تن. احتمالاً سپاه او شامل سواره‌نظام، پیاده‌نظام، و کمانداران بوده‌است. نصف سپاهیان پیاده‌نظام بوده‌اند و یک‌چهارم آنان سواره‌نظام و یک‌چهارم باقی‌مانده کمانداران. فهرست ملازمان ویلیام فاتح پر و پیمان ثبت شده‌است اما اکثر این اسامی بعداً اضافه شده‌اند و مشخص است که در فهرست اصلی دست برده شده‌است. تنها می‌توان حضور ۳۵ شخص مهم را در کنار ویلیام در نبرد هیستینگز با قاطعیت تأیید کرد.
به گفتهٔ ویلیام اهل پواتیه، ویلیام از پاپ الکساندر دوم اجازهٔ حمله را گرفته و پرچم پاپ را در طلیعهٔ سپاه به اهتزاز درآورده و از جانب سایر فرمانروایان اروپایی نیز مورد حمایت بود. در اینکه پاپ پس از موفقیت حملهٔ نورمن‌ها اقدام آنان را تأیید کرد شکی نیست ولی هیچ منبع دیگری (جز ادعای ویلیام اهل پواتیه) از حمایت پاپ پیش از آغاز حمله سخن به میان نیاورده‌است. در طول تابستان ویلیام هنوز مشغول گردآوری سپاه و ساخت کشتی‌هایش بود. آماده‌سازی سپاه و ناوگان در اوایل اوت خاتمه یافت اما ورزش بادهای سهمگین و مخالف پیشروی آنان را تا اواخر سپتامبر به تأخیر انداخت. دلایل دیگری را هم می‌توان برای این تأخیر ویلیام برشمرد از جمله مطلع شدن جاسوسان ویلیام از گسیل سربازان هارولد در امتداد ساحل. ویلیام ترجیح می‌داد حمله را به قدر کافی عقب بیندازد تا بتواند بدون مقاومت در ساحل پهلو بگیرد.

## پیامدها

### جایگزینی نخبگان
از پیامدهای مستقیم حملهٔ نورمن‌ها حذف تقریباً کامل طبقهٔ نخبگان قدیم انگلیسی و خارج شدن کلیسای کاتولیک در انگلستان از دست انگلیسی‌ها بود. ویلیام عامدانه و هدفمندانه اراضی زمینداران انگلیسی را از آنان به زور می‌گرفت و به هواداران قاره‌ای‌اش (سرزمین اصلی اروپا) اعطا می‌کرد. کتاب دومزدی مدقانه آثار این مصادره‌های عظیم را ثبت کرده‌است و نشان می‌دهد که تا سال ۱۰۸۶ تنها حدود ۵ درصد از اراضی انگلستان در جنوب رود تیز (که خود در شمال انگلستان واقع است) در تملک انگلیسی‌ها باقی‌مانده بود. حتی همین باقیماندهٔ اندک در دهه‌های بعدی کوچک‌تر و کوچک‌تر شد. در بخش‌های جنوبی کشور، سلب مالکیت بومی‌ها به‌طور تام و تمام انجام گرفته بود.
همچنین بومی‌ها را از مقامات بالارتبهٔ دولتی و کلیسایی خلع کردند. پس از ۱۰۷۵ همهٔ ارل‌ها (earl) از میان نورمن‌ها بودند و بومیان تنها گهگاهی به سمت داروغه (sheriff) منصوب می‌شدند. در کلیسا نیز به همین منوال صاحب‌منصبان ارشد بومی را یا اخراج کردند یا پس از مرگشان خارجی‌ها را به جانشینی آنان گماشتند. تا سال ۱۰۹۶ دیگر هیچ از یک از اسقفان بومی نبودند و به‌سختی می‌شد راهب انگلیسی پیدا کرد مخصوصاً در صومعه‌های بزرگ‌تر.

### مهاجرت انگلیسی‌ها

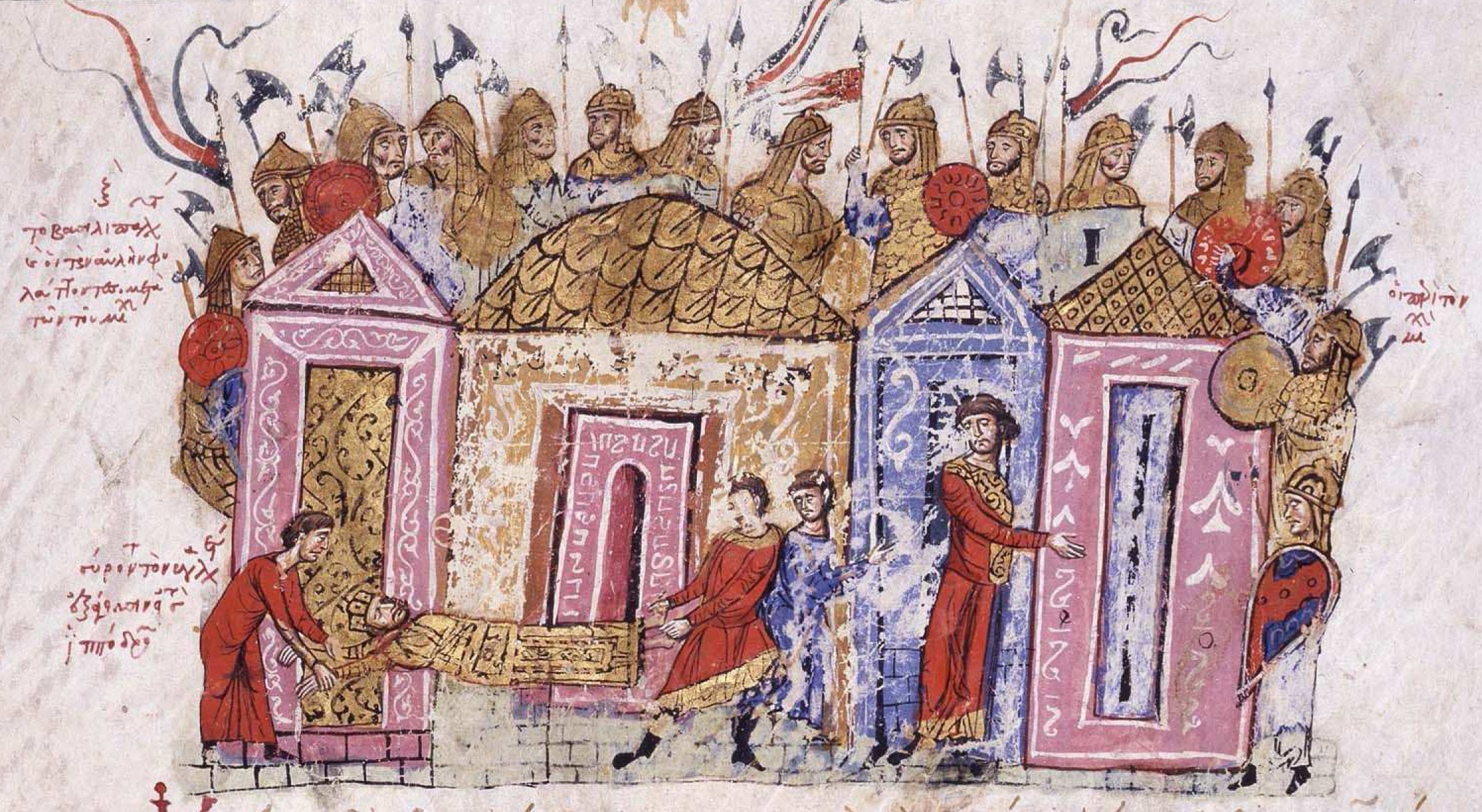
تصویر گارد وارنگیان در قرن دوازدهم

پس از هجوم نورمن‌ها، بسیاری از آنگلوساکسون‌ها، من جمله گروه‌هایی از اشراف، کشور را به مقصد اسکاتلند، ایرلند، یا شبه‌جزیرهٔ اسکاندیناوی ترک کردند. اعضای خانوادهٔ هارولد گادوینسون در ایرلند پناه گرفتند و از پایگاه‌هایشان در آن کشور برای حمله‌های خود به انگلستان استفاده کردند. بزرگ‌ترین خروج در دههٔ ۱۰۷۰ رخ داد که گروهی از آنگلوساکسون‌ها با ۲۳۵ کشتی رهسپار امپراتوری بیزانس شدند. امپراتوری بیزانس مقصدی محبوب میان اشراف و سربازان انگلیسی بود چون بیزانسی‌ها محتاج مزدوران بودند. رسم و شیوهٔ انگلیسی در گارد سلطنتی وارنگیان معمول و غالب شد تا اینکه بعدها واحدی اسکاندیناویایی جایگزین انگلیسی‌ها شد و محافظان شخصی امپراتور از میان آنان انتخاب می‌شد. برخی از مهاجران انگلیسی در مناطق مرزی سواحل دریای سیاه سکنی گزیدند و شهرهایی با نام نیولندن یا نیویورک بنا کردند.

### ساختار حکومت

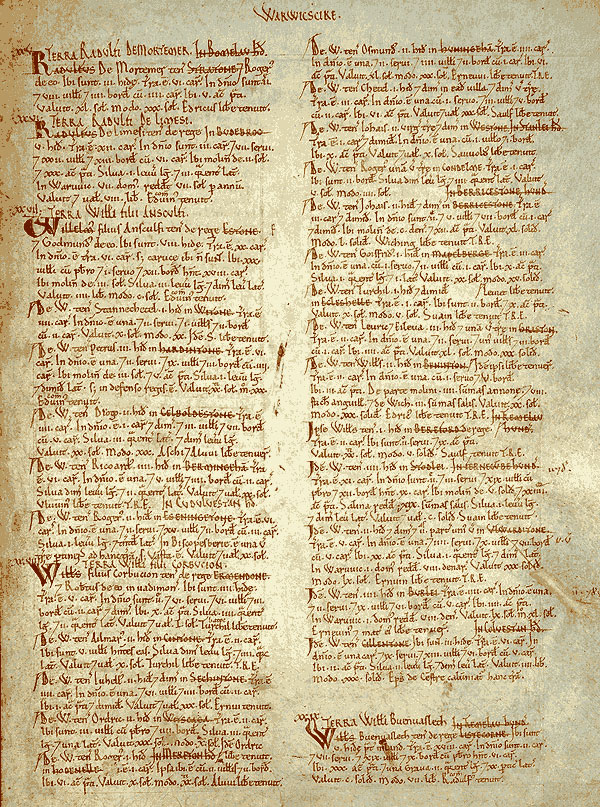
صفحه‌ای از کتاب دومزدی

پیش از هجوم نورمن‌ها، ساختار حکومتی آنگلوساکسون‌ها پیچیده‌تر و کاراتر از آنِ نورمن‌ها در نورماندی بود. کل کشور انگلستان به بخش‌هایی به نام «شایر» تقسیم شده بود که خود شایرها هم زیربخش داشتند. دربار شاهنشاهی مرکز ثقل حکومت بود و دادگاه‌های شاهنشاهی برای احقاق حقوق مردان آزاد ایجاد شده بودند. هر شایر را مقامی با عنوان شایردار (shire reeve) یا داروغه اداره می‌کرد. اکثر حکومت‌های قرون وسطی دائم در حرکت بودند و دربار را هرجا که آب‌وهوا و غذا و سایر شرایط در همان آن مساعد بود برپا می‌کردند اما انگلستان پیش از هجوم نورمن‌ها دارای خزانه‌ای دائمی در وینچستر بود. ثروت و مکنت کشور از مهم‌ترین دلایل قوت سلطنت انگلستان بود که خود از سیستم انگلیسی اخذ مالیات (شامل مالیات ارضی و اختگی و . . .) ناشی می‌شد. پول انگلستان نیز از سایر همتایانش در شمال غربی اروپا قوی‌تر بود و ضرب سکه از اختیارات مطلقهٔ شاه بود. شاهان انگلیسی رسم صدور حکم برای مقاماتشان را جا انداخته بودند. رسم معمول قرون وسطایی صدور منشور هم که به جای خود اجرا می‌شد. احکام یا مجموعه دستورالعمل‌هایی به مقامات بودند یا اعلامیه‌هایی دربارهٔ اقدامات سلطنتی به مانند عزل و نصب و اعطا و . . .
این ساختار حکومتی پیچیده و کارا (در قرون وسطی) به نورمن‌ها تحویل داده شد و خود بستری برای پیشرفت‌های بعدی شد. آنان چارچوب حکومت را حفظ کردند اما کارگزاران آن را تغییر دادند البته ناگفته نماند که شاه جدید در آغاز کار سعی کرد چند تن از بومیان را در مناصبشان حفظ کند. در پایان دورهٔ سلطنت ویلیام اکثر مقامات حکومتی و خاندان سلطنتی از میان نورمن‌ها بودند. زبان اسناد رسمی نیز از انگلیسی قدیمی به لاتین تغییر داده شد. قوانین بیشه نیز وضع شد که بخش‌های بزرگی از انگلستان را تحت عنوان بیشه‌های سلطنتی از دسترس عموم خارج کرد. کتاب دومزدی فهرستی از املاک کشور برای مدیریت اخذ مالیات بود و در اروپای قرون وسطی همتا نداشت. کتاب بر مبنای شایرها به چندین بخش تقسیم شده بود و همهٔ املاک هر ارباب و نیز صاحبان قبلی آنان پیش از حملهٔ نورمن‌ها در آن ثبت شده بود.

### زبان
از بارزترین آثار حملهٔ نرمن‌ها جاانداختن زبان آنگلو-نرمن، از گویش‌های شمالی فرانسوی قدیمی، به جای انگلیسی قدیمی بین طبقات حاکم در انگلستان بود. واژگان فرانسوی وارد زبان انگلیسی شد و رواج نام‌های فرانسوی به جای آنگلوساکسون نشانی دیگر از تغییر بود. گذشته از آن، استفاده از واژه‌های انگلیسی بی‌حرمتی تلقی شده و غیرقانونی گشت و تنها معادل‌های لاتین برای کالبدشناسی و کارکردهای تولیدمثلی مجاز دانسته شد. نام‌های مردانه‌ای چون ویلیام، رابرت، و ریچارد به زودی رایج شد؛ نام‌های زنانه دیرتر و کندتر تغییر کردند. جای‌نام‌ها که قبلاً پس از حملات اسکاندیناویایی‌ها دگرگون شده بودند، این بار از حملهٔ نرمن‌ها مصون ماندند. دقیقاً معلوم نیست که مهاجمان نرمن چقدر انگلیسی آموختند یا چقدر دانش فرانسوی بین طبقات پایین جامعهٔ انگلستان نفوذ و اشاعه یافت، اما نیاز به تجارت و برقراری ارتباط احتمالاً موجب شده‌است که دست‌کم‌تعدادی از نرمن‌ها و بومیان انگلستان به دو زبان تکلم کنند. با وجود این، معلوم است که خود ویلیام فاتح انگلیسی کارامد و بدردبخوری یادنگرفت و تا سده‌ها پس از آن اشراف همچنان از درک انگلیسی عاجز بودند.

### مهاجرت و ازدواج
تعداد دقیق مهاجمان را نمی‌توان تعیین کرد ولی تخمین زده می‌شود ۸۰۰۰ نفر نرمن و اروپایی قاره‌ای طی تسخیر انگلستان در این کشور سکنی گزیدند. برخی از ساکنان جدید با بومیان انگلیسی ازدواج کردند هرچند نمی‌توان از میزان رواج این نوع ازدواج‌ها بلافاصله پس از نبرد هیستینگز اطلاعی به دست‌آورد. شواهدی از چند مورد ازدواج بین مردان نرمن با زنان انگلیسی قبل از سال ۱۱۰۰ در دست است اما این دست ازدواج‌ها معمول و رایج نبودند. بیشتر نرمن‌ها به عقد ازدواج با سایر نرمن‌ها یا دیگر اروپاییان قاره‌ای تمایل بیشتری داشتند تا با انگلیسی‌ها. یک قرن پس از تسخیر انگلستان، ازدواج بین مهاجران نرمن و بومیان انگلیسی رایج شده بود. ایلرد اهل ریوو نوشته‌است که در اوایل دههٔ ۱۱۶۰ ازدواج بین نرمن‌ها و انگلیسی‌ها در همهٔ سطوح جامعه رایج شده بود.

### جامعه

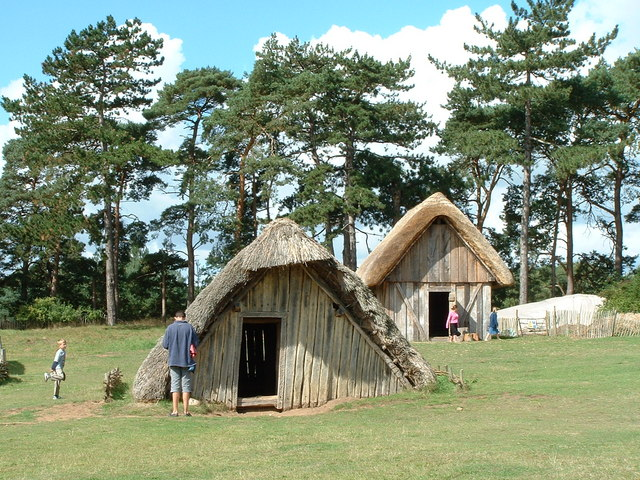
بازسازی امروزی از روستای آنگلوساکسون در وست استو.

ارزیابی آثار حملهٔ نرمن‌ها بر طبقات پایین جامعهٔ انگلستان دشوار است. مهم‌ترین تغییر حذف برده‌داری در انگلستان بود که تا نیمهٔ قرن دوازدهم دیگر اثری از آن باقی نمانده بود. اسامی حدود ۲۸٬۰۰۰ برده در کتاب دومزدی در سال ۱۰۸۶ ثبت شده‌است که کمتر از میزان شمارش‌شده در سال ۱۰۶۶ است. در برخی از مناطق چون اسکس کاهش شمار برده‌ها ۲۰ درصد برای مدت ۲۰ سال بوده‌است. دلیل اصلی افول برده‌داری احتمالاً تقبیح کلیسا و هزینه‌های نگهداری از برده‌ها بوده که برخلاف رعایا، مسئولیتشان تماماً پای صاحبشان بوده‌است. رسم برده‌داری غیرقانونی نبود؛ لگس هنریکی پریمی از دورهٔ سلطنت هنری اول طی اشاراتی برده‌داری را قانونی دانسته‌است.
بسیاری از دهقانان آزاد جامعهٔ آنگلوساکسون احتمالاً جایگاه اجتماعی‌شان را از دست داده و از رعایای غیر آزاد قابل تمیز نبوده‌اند. معلوم نیست که این تغییر تماماً زاییدهٔ حملهٔ نرمن‌ها بوده باشد، اما حمله و پیامدهای آن احتمالاً در تسریع این روند مؤثر بوده‌اند. گسترش شهرها و افزایش میزان سکونت متمرکز در روستاها به جای مزرعه‌های پراکنده احتمالاً با ورود نرمن‌ها به انگلستان شتاب گرفته‌است. احتمالاً سبک زندگی دهقانان تا دهه‌ها پس از سال ۱۰۶۶ تغییر شگرفی نکرده‌است. قبلاً مورخان بر این باور بودند که با حملهٔ نرمن‌ها از آزادی زنان کاسته و حقوقشان ضایع شده‌است اما مورخان جدید اغلب این دیدگاه را رد می‌کنند. به جز زنان طبقهٔ ملّاک، از دیگر زنان اطلاعات چندانی در دست نیست لذا نمی‌توان دربارهٔ وضعیت و جایگاه زنان دهقان پس از سال ۱۰۶۶ نتیجه‌گیری کرد. احتمالاً زنان اشراف به اعمال نفوذ سیاسی خود عمدتاً از طریق روابط خویشاوندی ادامه داده‌اند. هم پیش از ۱۰۶۶ و هم پس از آن زنان نخبه از حق مالکیت زمین برخوردار بوده‌اند و برخی از زنان می‌توانسته‌اند دارایی‌شان را به میل خود بفروشند.